# Naples Manor (Floride)
Naples Manor est une census-designated place du comté de Collier, dans l'État de Floride, aux États-Unis,. En 2020, elle compte une population de 5 132 habitants.